# Philippe de Gueldre
 (août 2017).
Si vous disposez d'ouvrages ou d'articles de référence ou si vous connaissez des sites web de qualité traitant du thème abordé ici, merci de compléter l'article en donnant les références utiles à sa vérifiabilité et en les liant à la section « Notes et références ».
Philippe de Gueldre, née le 9 novembre 1464 à Grave (duché de Brabant) et morte le 28 février 1547 à Pont-à-Mousson (duché de Lorraine), au couvent des Clarisses, devient par mariage avec René II duchesse de Lorraine et de Bar, puis, veuve en 1508, entre dans les ordres en 1519 tout en essayant de s'occuper, avec un succès variable, des affaires du duché de Lorraine et du duché de Gueldre.
Parmi ses nombreux enfants, se trouve Claude de Lorraine (1496-1550), premier duc de Guise, à l'origine de la puissante famille catholique de l'époque des guerres de Religion.

## Biographie

### Origines familiales

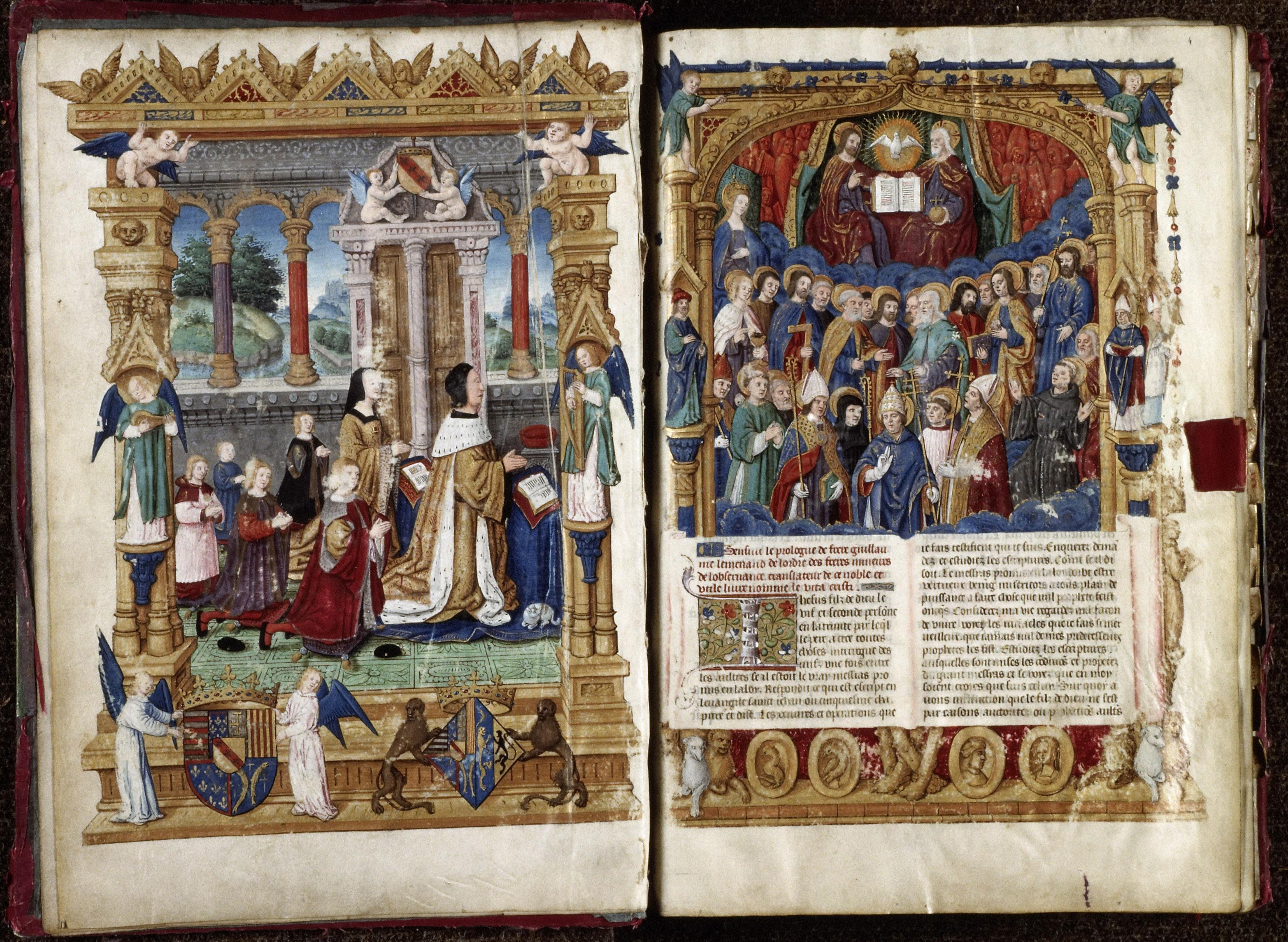
Philippe de Gueldre et sa famille, frontispice de La Grande Vie de Jésus-Christ peint par le Maître de Philippe de Gueldre, Bibliothèque municipale de Lyon.

Elle est la fille d'Adolphe d'Egmont, duc de Gueldre de 1465 à 1471, et de Catherine de Bourbon.
Par sa mère, qui meurt alors qu'elle n'a que deux ans, elle est la nièce de Pierre de Bourbon, sire de Beaujeu, puis duc de Bourbon, marié à Anne de France, fille de Louis XI, régente du royaume pendant la minorité de Charles VIII. Toujours par sa mère, elle est cousine germaine de Louise de Savoie, mère du futur roi François Ier. 
En tant que descendante des ducs de Bourgogne, elle est une proche parente de Maximilien, empereur de 1493 à 1519.

### Mariage avec le duc de Lorraine (1485)
N'ayant pas eu d'enfant de sa première épouse Jeanne d'Harcourt, René II (1451-1508), fort du prestige que lui vaut sa victoire à Nancy sur Charles le Téméraire, fait annuler son mariage et se met en quête d'une nouvelle épouse, capable de lui donner une postérité et de resserrer ses liens avec la France sans négliger pour autant le Saint-Empire, dont le duché de Lorraine fait partie. Philippe de Gueldre apparait comme la candidate idéale.

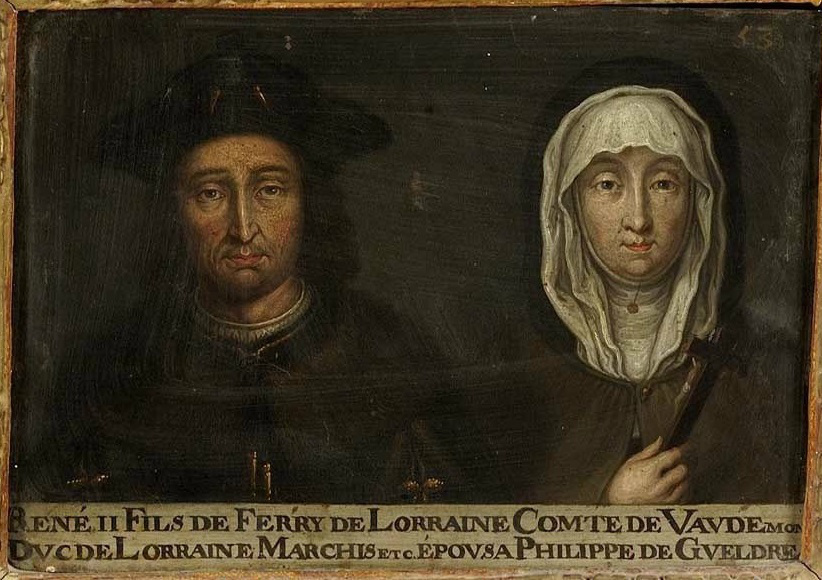
Portrait de René II et de son épouse Philippe. Musée des Offices, Florence.

Le mariage est célébré à Orléans[pas clair] le 1er septembre 1485. Le couple aura douze enfants, dont beaucoup n'atteignent pas l'âge adulte :
- Charles (1486, mort jeune)
- François (né et mort en 1487)
- Antoine (1489-1544), duc de Lorraine et de Bar, épouse en 1515 Renée de Bourbon-Montpensier, dame de Mercœur (1494-1539)
- Anne (1490-1491)
- Nicolas (1493, mort jeune)
- Isabelle (1494-1508)
- Claude (1496-1550), duc de Guise, comte d'Harcourt, d'Aumale, baron d'Elbeuf, de Mayenne et sire de Joinville épouse Antoinette de Bourbon-Vendôme (1493-1583)
- Jean (1498-1550), cardinal, évêque de Toul, de Metz et de Verdun
- Louis (1500-1528), évêque de Verdun (-1522), puis en 1522 comte de Vaudémont, mort au siège de Naples
- Claude (1502, mort jeune)
- Catherine (1502, morte jeune)
- François, comte de Lambesc (1506-1525), tué lors de la bataille de Pavie.

Profitant de ses liens avec la cour de France, elle y envoie ses fils cadets terminer leur éducation ; Claude y joue un rôle important et est le fondateur de la puissante maison de Guise. Jean, élevé très jeune à la dignité de cardinal, cumule les bénéfices ecclésiastiques et les évêchés prestigieux, est l'un des hommes les plus influents du royaume et manque devenir pape. 

### Duchesse douairière (1508-1519)
À la mort de René II en 1508, elle tenta de prendre la régence, son fils Antoine ayant dix-neuf ans, mais les États de Lorraine jugent que celui-ci est suffisamment âgé pour être duc régnant.
Le 13 juin 1509, elle rachète la seigneurie de Mayenne à sa belle-sœur Marguerite de Joinville, duchesse d'Alençon.

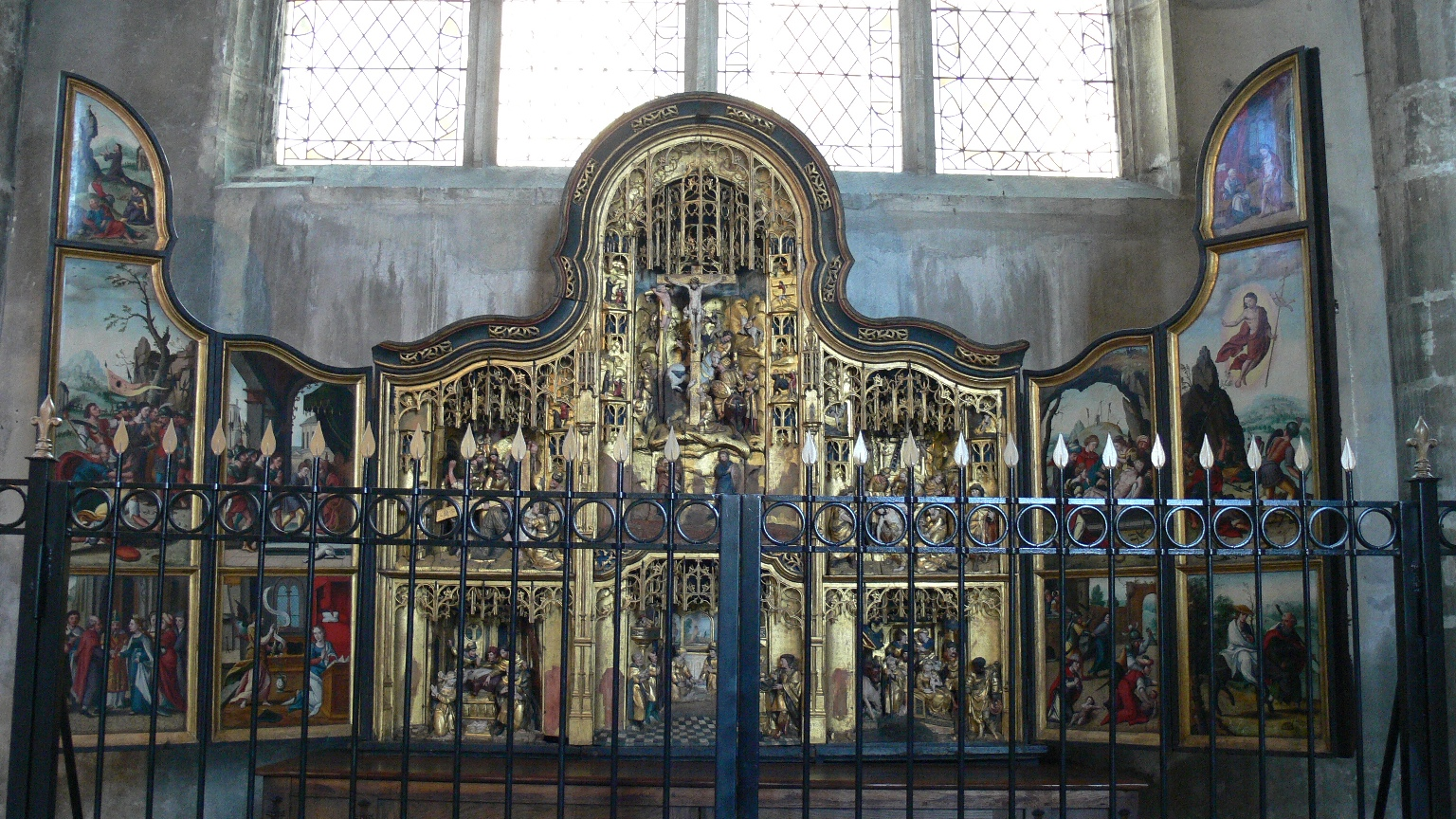
retable offert aux clarisses - église Saint-Laurent de Pont-à-Mousson

### Dans les ordres (à partir de 1519)
Elle se retire au couvent des Clarisses à Pont-à-Mousson le 15 décembre 1519. Elle commande un magnifique retable qu'elle offre à la congrégation et qui y restera jusqu'à sa mort.

### Problèmes des successions de Gueldre et de Lorraine
Son frère Charles de Gueldre, étant mort le 30 juin 1538 sans postérité légitime, elle revendique la succession des duchés de Gueldre et de Juliers, mais Charles Quint, empereur et maître des Pays-Bas, s'empare du duché (1543).
Elle transmet la prétention à ces deux duchés à son fils Antoine, qui les ajoute à ses armoiries. Antoine meurt en 1544 laissant le trône à son fils François Ier de Lorraine. Le jeune duc, après avoir négocié la Trêve de Crépy-en-Laonnois entre la France et l'empire meurt prématurément après un règne de moins d'un an. 
Son successeur Charles III de Lorraine, arrière-petit-fils de la duchesse Philippe, n'a que deux ans. La régence des duchés est confiée à sa mère, Christine de Danemark, nièce de Charles Quint et favorable à un rapprochement des duchés et de l'Empire, et à son oncle Nicolas de Lorraine, comte de Vaudémont, évêque de Toul francophile qui abandonne l'état ecclésiastique pour pouvoir assurer la succession  de la dynastie au cas où son neveu mourrait sans descendance. L'avenir des duchés est incertain.

### Mort et funérailles

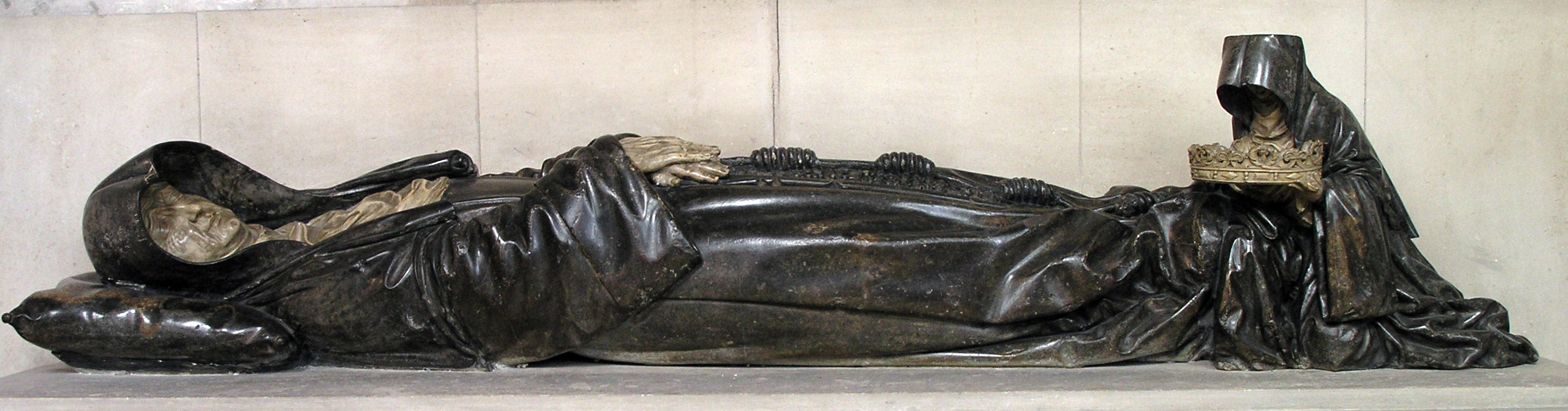
Gisant de Philippe de Gueldre par Ligier Richier,
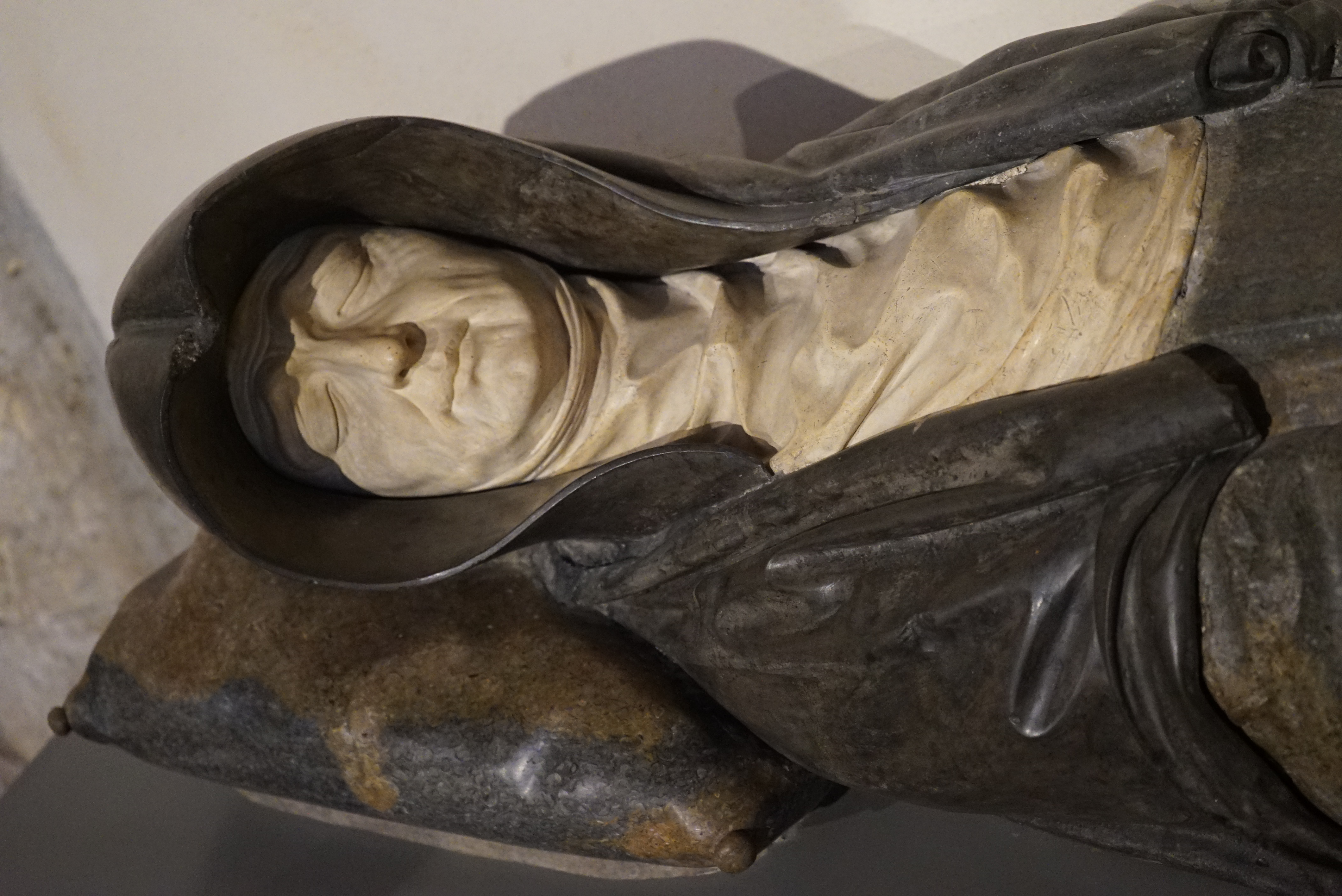
situé dans l'église des Cordeliers,
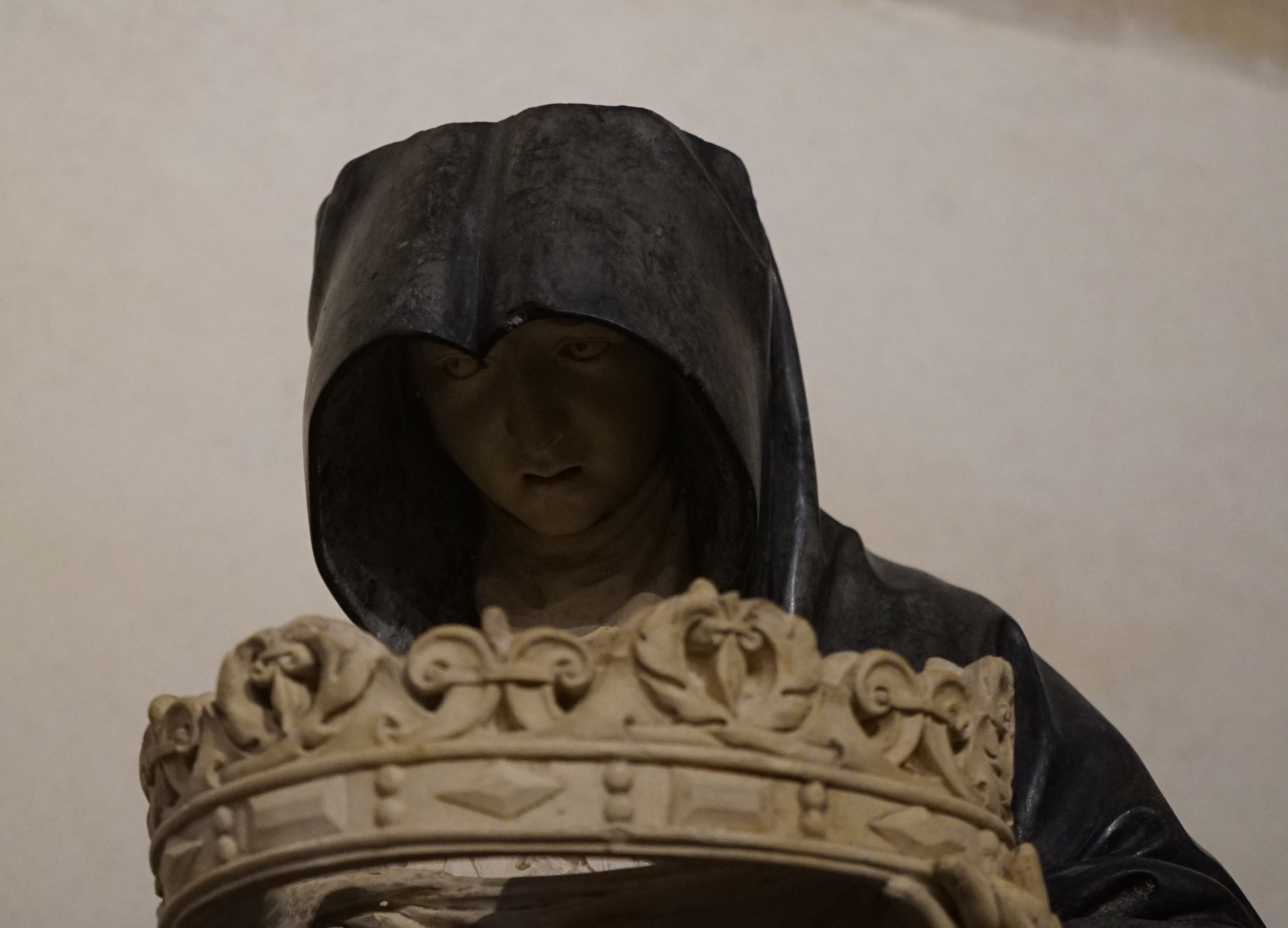
à Nancy.

La duchesse Philippe meurt en 1547 à l'âge de 82 ans en odeur de sainteté. Elle est inhumée dans la nécropole ducale de l'église des Cordeliers de Nancy. Son gisant est sculpté par Ligier Richier.
Après sa mort, elle a été comptée au rang des « bienheureuse » par la ferveur populaire, mais l'Église catholique ne s'est jamais prononcée.

## Dénomination

### Orthographe de «Gueldre»
« Gueldre », en tant qu'élément du nom de Philippe de Gueldre, est écrit avec une s muette à Nancy et à Pont-à-Mousson, où l'on trouve :
- une rue Philippe de Gueldres ;
- un gymnase Philippe de Gueldres[5] (seulement à Nancy).

### «Philippe» comme prénom féminin
Un certain nombre de prénoms longtemps mixtes sont aujourd'hui réservé à un usage masculin ou féminin (par exemple Anne, prénom aujourd'hui féminin, mais porté par des hommes au XVIe siècle : Anne de Montmorency, connétable de France).